# Niamh Algar
Niamh Algar, född 28 juni 1992 i Mullingar, är en irländsk skådespelare.
Algar har bland annat medverkat i TV-serierna Pure från 2019, Raised by Wolves (2020–2022) och Suspect från 2022. Hon har även medverkat i filmen Miraklet från 2022.

## Filmografi (i urval)
- 2019 – Pure (TV-serie)
- 2020–2022 – Raised by Wolves (TV-serie)
- 2022 – Miraklet
- 2022 – Suspect (TV-serie)
- 2023 – Culprits (TV-serie)
- 2023 – Malpractice (TV-serie)
- 2024 – Mary & George (TV-serie)
- 2025 – Allt för min son (TV-serie)